# Kanton Le Mont-Blanc
 Le Mont-Blanc  is een kanton van het Franse departement Haute-Savoie. Het kanton maakt deel uit van het arrondissement Bonneville.
In 2018 telde het 31.005 inwoners.
Het kanton, met Passy als hoofdplaats, werd gevormd ingevolge het decreet van 13 februari 2014 met uitwerking op 22 maart 2015.

## Gemeenten
Het kanton omvat de gemeenten van de opgeheven kantons Chamonix-Mont-Blanc (4) en Saint-Gervais-les-Bains (3), namelijk
- Chamonix-Mont-Blanc
- Les Contamines-Montjoie
- Les Houches
- Passy
- Saint-Gervais-les-Bains
- Servoz
- Vallorcine